# 埃爾塞斯特阿德羅
埃爾塞斯特阿德羅（西班牙語：El Sesteadero），是巴拿馬的城鎮，位於該國中南部，由洛斯桑托斯省的拉斯塔布斯區負責管轄，面積4.3平方公里，海拔高度180米，2010年人口1,067，人口密度每平方公里248.1人。